# Graecodiscus
Graecodiscus es un género de foraminífero bentónico de la subfamilia Neodiscinae, de la familia Neodiscidae, de la superfamilia Cornuspiroidea, del suborden Miliolina y del orden Miliolida. Su especie tipo es Graecodiscus terresae. Su rango cronoestratigráfico abarca el Djiulfiense (Pérmico superior).

## Clasificación
Graecodiscus incluye a las siguientes especies:
- Graecodiscus kotlyarae †
- Graecodiscus praecursor †
- Graecodiscus terresae †